# Onutė Narbutaitė
Onutė Narbutaitė (ur. 12 czerwca 1956 w Wilnie) – litewska kompozytorka.

## Życiorys
Onutė Narbutaitė zdobyła wiedzę z podstaw kompozycji u Broniusa Kutavičiusa. W 1979 roku ukończyła Państwowe Konserwatorium w Wilnie (późniejsza Litewska Akademia Muzyczna i Teatralna), gdzie kompozycję wykładał Julius Juzeliūnas. Przez następne trzy lata uczyła historii oraz teorii muzyki w konserwatorium w Kłajpedzie. Od 1982 roku skupiła się wyłącznie na pracy twórczej. Mieszka w Wilnie.
Narbutaitė została wielokrotnie wyróżniona na Litwie i za granicą. W 1997 roku otrzymała litewską Narodową Nagrodę Sztuki i Kultury (Nacionalinė kultūros ir meno premija) – najwyższe odznaczenie państwowe w dziedzinie sztuki. Jej utwory pięciokrotnie wygrały w konkursach Związku Kompozytorów Litewskich: w 2004 roku cykl symfonii Tres Dei Matris Symphoniae, w 2005 utwór symfoniczny La barca, w 2008 Lapides, flores, nomina et sidera i w 2015 opera Kornetas oraz utwór dla orkiestry kameralnej Was There a Butterfly?. W 2004 roku jej kompozycja Melody (druga część jej Symphony No. 2) zajęła pierwszą lokatę na Międzynarodowej Trybunie Kompozytorów UNESCO w Paryżu organizowanej przez Międzynarodową Radę Muzyki. W 2005 roku Narbutaitė otrzymała nagrodę Litewskiego Związku Artystów.

## Twórczość
Styl Narbutaitė bywa określany jako postromantyczny, choć jak litewscy, tak zagraniczni krytycy odchodzą już od tego wąskiego określenia podkreślając, że używa nowoczesnych środków wyrazu. Utwory Narbutaitė mają często charakter kontemplacyjny. W latach 80. zdobyła rozgłos jako autorka utworów kameralnych o nostalgicznym, niespiesznym tempie, przez które często przewijała się tematyka związana z nocą i zapomnieniem. Po odzyskaniu przez Litwę niepodległości jej twórczość uległa znacznej zmianie. Narbutaitė zaczęła komponować szeroko zakrojone utwory symfoniczne i oratoryjne, takie jak Centones meae urbi (1997), Tres Dei Matris Symphoniae (2003), La barca (2005).
Narbutaitė skomponowała oratorium Centones meae urbi w 1997 roku i tego samego roku otrzymała za nie litewską Narodową Nagrodę Sztuki i Kultury. Utwór jest muzycznym hołdem złożonym wielokulturowości i bogatej historii Wilna, co podkreślają pieśni w różnych językach używanych tam na przestrzeni wieków, takich jak polski, litewski, jidisz, czy łaciński. Wśród nich znajdują się także fragmenty poematów Czesława Miłosza („Miasto bez imienia” i „Gdzie wschodzi słońce i kędy zapada”). Polskie prawykonanie dzieła odbyło się w 2011 roku w Operze Krakowskiej podczas gali wręczania nagrody Transatlantyk Międzynarodowego Festiwalu Literackiego im. Czesława Miłosza. Redaktorka Polskiego Radia Barbara Marcinik opisała oratorium jako dzieło „trudne muzycznie, osnute wokół pór roku, bogate myślowo i językowo”.
Kompozycje Narbutaitė były wykonywane na wielu festiwalach, w tym podczas Warszawskiej Jesieni (1994, 1997, 2007, 2013), Artgendy (Kopenhaga, 1997), Światowych Dni Muzyki w Bernie (2004) i Wilnie (2008), na Pan Music Festival w Seulu (2004, 2005) czy na 22. Festiwalu Muzycznym w Alicante (2006). W 2016 roku skomponowała utwór just strings and a light wind above them dla projektu Fifty for the Future: The Kronos Learning Repertoire prowadzonego przez Kronos Quartet.